# Georg Willi
Georg Willi (* 6. Mai 1959 in Innsbruck) ist ein österreichischer Politiker (Die Grünen) und seit Mai 2024 Erster Vizebürgermeister der Stadt Innsbruck. Von Mai 2018 bis Mai 2024 war er Bürgermeister der Stadt Innsbruck. Von 2013 bis 2017 war er Nationalratsabgeordneter der Grünen.
Zur Gemeinderats- und Bürgermeisterwahl in Innsbruck 2018 trat er als Bürgermeister- und Spitzenkandidat an. Die Grünen gingen aus der Wahl als stimmenstärkste Partei hervor, und Willi gewann den ersten Durchgang der Bürgermeister-Direktwahl mit 30,88 Prozent der Stimmen. In der Stichwahl am 6. Mai erreichte er (bei einer Wahlbeteiligung von knapp 44 Prozent) 52,9 Prozent und war ab 24. Mai 2018 der erste Bürgermeister der Grünen in einer österreichischen Landeshauptstadt.

## Leben
Georg Willi wurde am 6. Mai 1959 in Innsbruck geboren. Er legte 1977 die Matura am Akademischen Gymnasium Innsbruck ab und besuchte zwischen 1977 und 1978 den Abiturientenlehrgang an der HAK Innsbruck. Danach studierte er von 1979 bis 1989 Biologie und Jus (nicht abgeschlossen).
Willi ist verheiratet und hat einen Sohn. Seine Schwester ist die Filmeditorin Monika Willi.

## Politik

### Gemeinderat und Landtag
Willi engagierte sich bei den Grünen in Innsbruck und war von 1989 bis 1994 Gemeinderat für die Vereinten Grünen in Innsbruck. Ausgehend von Innsbruck, wurde die Einigung zwischen den Vereinten Grünen und der Grünen Alternative erfolgreich vorangetrieben. Am 5. April 1994 zog Willi in den Tiroler Landtag ein. Gleichzeitig wurde er zum Klubobmann der Grünen im Tiroler Landtag gewählt und übte diese Funktion bis 2013 aus. Zwischen 2003 und 2005 war er zudem Landessprecher und danach für zwei Jahre Mitglied des Bundesvorstandes der österreichischen Grünen.
2006 kandidierte Georg Willi bei der Gemeinderatswahl in Innsbruck. Er wurde – obwohl nur an 10. Stelle der Liste gereiht – als Bürgermeisterkandidat beworben, obwohl nach dem Innsbrucker Stadtrecht damals der Bürgermeister nicht durch die Bevölkerung, sondern durch die Gemeinderäte gewählt wurde. Nachdem es den Grünen nicht gelungen war, in die Stadtregierung einzuziehen, blieb Willi als Abgeordneter im Landtag.
Am 17. November 2012 wurde Georg Willi bei der Landesversammlung der Tiroler Grünen in Völs mit 95,7 Prozent zum Spitzenkandidaten für die Nationalratswahl 2013 gewählt. Nach der erfolgreichen Wahl wechselte Willi als Verkehrs- und Tourismussprecher der Grünen in den Nationalrat und folgte damit dem Internisten Kurt Grünewald nach, der ab 1999 für die Grünen Abgeordneter zum Nationalrat gewesen war. Willis Funktion als Klubobmann der Tiroler Grünen im Landtag übernahm der Landtagsabgeordnete Gebi Mair.
Von November 2013 bis April 2016 war Willi nochmals Landessprecher der Tiroler Grünen und schloss diese Zeit mit einer Reihe von Wahlerfolgen bis hin zur Gemeinderatswahl 2016 ab.

### Bürgermeister
Am 29. Mai 2017 konnte sich Willi bei der Bezirksversammlung der Innsbrucker Grünen mit 74 Prozent der Stimmen gegen die amtierende Vizebürgermeisterin Sonja Pitscheider durchsetzen und wurde zum Spitzen- und Bürgermeisterkandidaten für die Gemeinderats- und Bürgermeisterwahl in Innsbruck 2018 gewählt. Pitscheider und der grüne Stadtrat Gerhard Fritz hatten zuvor angekündigt, bei einem Sieg Willis alle politischen Funktionen zurückzulegen und nicht mehr bei der Wahl anzutreten. Bei der Gemeinderatswahl am 22. April 2018 wurden die Grünen mit 24,2 Prozent stimmenstärkste Partei, und Willi erhielt mit 30,88 Prozent in der Bürgermeister-Direktwahl die meisten Stimmen. In der Stichwahl zwischen Georg Willi und Christine Oppitz-Plörer (Für Innsbruck), der bisherigen Bürgermeisterin und Zweitplatzierten des ersten Wahlgangs, wurde er am 6. Mai bei einer Wahlbeteiligung von knapp 44 Prozent mit 52,9 Prozent zum neuen Bürgermeister der Tiroler Landeshauptstadt gewählt. Am 24. Mai 2018 wurde er von Landeshauptmann Günther Platter in der konstituierenden Sitzung des Innsbrucker Gemeinderates als Bürgermeister angelobt.
Willi wird innerhalb der Grünen dem bürgerlichen Lager zugerechnet.
In einem Interview zum Jahreswechsel 2018/2019 sprach sich Willi für eine Fusion der Grünen mit der Liste „Jetzt“ auf Bundesebene aus, der früheren Liste des Ex-Grünen Peter Pilz. Es mache „rational Sinn, weil das grüne Stimmenpotenzial derzeit auf zwei Parteien aufgeteilt ist“.
Nach einer Personalentscheidung im Gemeinderat löste Georg Willi im März 2021 selbst seine eigene Viererkoalition aus Grünen, SPÖ, Für Innsbruck und ÖVP auf. Nach einem Gagen-Skandal im Innsbrucker Rathaus und Vorwürfen mehrerer Klubs, Willi handle selbstherrlich und stelle sogar die eigene Fraktion vor vollendete Tatsachen, brach am 24. November 2022 auch seine Gemeinderatsfraktion auseinander. Drei grüne Mandatare gründeten einen eigenen Klub.
Ende März 2023 verließ zudem seine Büroleiterin, Tabea Eichhorn, das Büro des Innsbrucker Bürgermeisters. Sie galt als enge Vertraute von Willi. Auch ihre Stellvertreterin orientierte sich beruflich neu.
Georg Willi stand 2023 wegen seiner umstrittenen Sonderverträge mit seiner ehemaligen Personalchefin unter Druck. Die Wirtschafts- und Korruptionsstaatsanwaltschaft (WKStA) leitete ein Ermittlungsverfahren gegen ihn wegen Verdachts der Untreue und des Amtsmissbrauchs am 28. März 2023 ein. Das Verfahren wurde im September 2023 eingestellt, da keine strafbare Handlung nachgewiesen werden konnte.
Willi stand unter Verdacht, seine Ex-Personalchefin bevorzugt und ihr hohe Zulagen, Überstundenpauschalen und eine unbefristete Anstellung als Führungskraft zugesichert haben, obwohl sie nur noch als Sachbearbeiterin im Rathaus tätig war. Dies wurde von einem kritischen Bericht des Kontrollamtes der Stadt Innsbruck aufgedeckt, der 70 Empfehlungen zur Verbesserung der Personalpolitik in der Stadtverwaltung enthielt. Willi versuchte zunächst, die Abberufung seiner Vertrauten zu verhindern, indem er das Personalamt auflöste und eine neue Stabsstelle schuf. Nach heftiger Kritik aus dem Kontrollausschuss und von anderen Parteien verhandelte er nach und legte einen neuen Vertrag vor, der eine Reduktion der Vergünstigungen und eine Befristung bis 2025 vorsah. Die neu geschaffene Stabstelle musste er später zurücknehmen, die Ex-Personalchefin zog sich mittels einer langen Karenzierung vom Innsbrucker Magistrat zurück, und die Aufsichtsbehörde des Landes stufte diese Umstrukturierung als stadtrechtswidrig ein.
Am 7. September 2023 wurden die Ermittlungen von der WKStA eingestellt, weil „keine gerichtlich strafbare Handlung nachgewiesen werden konnte“.
In der ersten Runde der Bürgermeisterwahl 2024 errang er mit knapp 23 Prozent der Stimmen den ersten Platz. Am 28. April 2024 setzte sich Johannes Anzengruber in einer Bürgermeister-Stichwahl gegen den amtierenden Bürgermeister Georg Willi durch und wurde zum neuen Bürgermeister der Landeshauptstadt Innsbruck gewählt.

## Auszeichnungen
- 2022: Ehrensenator der Universität Innsbruck[21]